# Eunota
Eunota togata es una loquita especie de coleóptero adéfago de la familia Carabidae. Es el único miembro del género monotípico Eunota.